# Канадська література
Канадська література, також Література Канади — вся сукупність літературних творів, які написано в Канаді або які написали канадські за походженням автори. Через двомовну ситуацію канадську літературу традиційно ділять на дві гілки: англоканадаську та франкоканадську. Протягом останніх десятиліть значний вплив на розвиток літератури в країні мають іммігранти та їхні нащадки, а також традиції корінних народів Канади.
У 1990-х роках досягнення канадських авторів здобули міжнародне визнання. Майкл Ондатже і Маргарет Етвуд здобули Букерівську премію в 1992 та 2000 роках відповідно, а Керол Шілдс — Пулітцерівську премію в 1998 році. У 2013 році Еліс Манро стала першим письменником з Канади, хто здобув Нобелівську премію з літератури.
З 1959 року щоквартально виходить у світ журнал «Канадська література», який видає Університет Британської Колумбії.

## Франкоканадська література
Перші твори французькою мовою з'явилися в 1830-х роках у провінції Квебек. У 1830 році вийшов поетичний збірник Мішеля Бібо «Epîtres, satires, chansons, épigrammes, et autres pièces de vers», а в 1837 році — повість Філіпа Обер де Ґаспе «L'Influence d'un livre» та комедія П'єра Петітклера «Griphon; ou, la vengeance d'un valet», і в 1844 році — театральна п'єса Антуана Жерен-Ляжойя «Le Jeune Latour».
З 1840-х років на франкоканадську літературу почали впливати політичні події (заснування провінції Квебек) і формування національної свідомости. У цей час сформувалася перша літературна течія Канади, яка мала дві назви: Патріотична школа Квебеку (École Patriotique de Québec) та Літературний рух Квебеку (Mouvement Littéraire de Québec). Представники течії обстоювали консервативні патріотичні погляди та збереження впливу Франції на Канаду. До цієї школи належали Октав Кремаз, Філіп Обер де Ґаспе, Антуан Жерен-Ляжойє, Луї-Оноре Фрешет, Еудор Евантюрель, Лор Конан (перша письменниця Канади).
Монреальську літературну школу (École Littéraire de Montréal) заснували в 1895 році Жан Шарбонну та Лювінь де Монтінь. Школа була здебільшого поетичною та перебувала під впливами французького та бельгійського символізму. Члени школи випустили декілька спільних збірників. На початку XX століття школа зазнала поділу на дві гілки: естетів і регіоналістів. Провідними поетами школи були Еміль Неліжан, Луї Дантен, Альберт Лозу, Рене Шопен, Марсель Дюґас, Пол Морен, Альберт Ферланж, Шарль Ґіль, Альфред де Роше та ін.
Велика депресія та економічні проблеми регіону призвели до занепаду течії регіоналістів. На перший план вийшли урбаністи, зокрема Жан-Шарль Харві, Фелікс-Антуан Саврд, Ґабріель Рой, Роже Лемелен. Важливу роль у літературі того часу зіграли випускники Університету Лаваль і Монреальського університету, чиї романи мали психологічне та соціологічне підґрунтя. Крім того, значних змін зазнав театр, який до того мав невелике значення для мистецтва Канади.
Значного оновлення франкоканадська література зазнала під час Другої світової війни, індустріалізації 1950-х років і тихої революції 1960-х років.

## Англоканадська література
До 1867 року Канада не мала незалежности, тому про канадську літературу говорили як про колоніальну літературу Англії. 1 липня 1867 року Канада стала незалежною, що формально ознаменувало початок англоканадської літератури. У 1880-90-х роках діяла група «Поети Конфедерації», до якої належали Чарльз Робертс, Арчібальд Лампман, Бліс Кермен, Данкан Кемпбел Скот, Вільям Вілфрде Кемпбел. Своє натхнення вони черпали з природи, а твори писали на матеріалі власного досвіду. На цей період припадає також творчість Полін Джонсон, яка мала коріння з племени мохокі, та Вільяма Генрі Дрюмонда, який писав діалектом.
У 1967 році в честь сторіччя незалежности канадський уряд збільшив фінансування видавничної справи, що сприяло розвитку літератури в Канаді.

## Сучасна канадська література
До найвидатніших авторів Канади належать Леонард Коен, Фарлі Моует, Мордекай Річлер, Маргарет Етвуд, Габрієль Руа, Енн Карсон, Норман Левінь, Ірвінг Лейтон, Робертсон Дейвіс, Маргарет Лоренс і ін.
У 2013 році Еліс Манро здобула Нобелівську премію з літератури як «майстр сучасної короткої прози».